# Joey Santiago

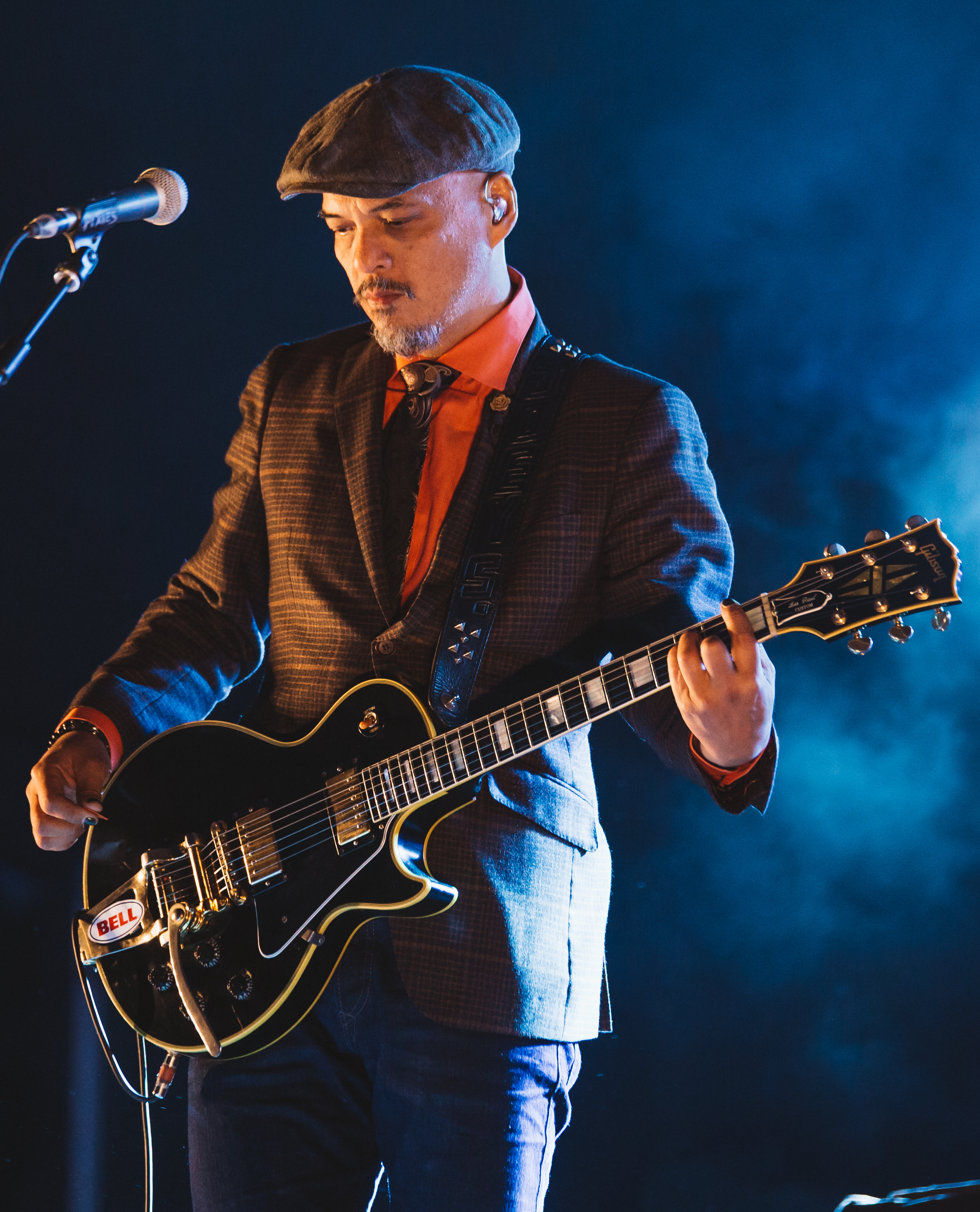
Joey Santiago, 2017

Joseph Alberto „Joey“ Santiago (* 11. Juni 1965 in Manila, Philippinen) ist ein US-amerikanischer Musiker philippinischer Abstammung. Er ist Gitarrist der Rockbands Pixies und The Martinis.

## Leben
Joey Santiago wurde in Manila geboren, kam aber im Alter von sieben Jahren zusammen mit seiner Familie von den Philippinen nach Yonkers, New York. Er wuchs überwiegend in Longmeadow, Massachusetts auf, wo er auch die High School besuchte. An der University of Massachusetts lernte er 1986 Charles Thompson kennen, der sich später Black Francis nannte, und beschloss, mit ihm eine Band zu gründen. Die so entstandenen Pixies existierten bis 1993 und veröffentlichten fünf Alben. Nach der Auflösung der Pixies spielte er zunächst Leadgitarre auf einigen Soloalben von Black Francis, gründete aber 1995 zusammen mit seiner Frau Linda Mallari die Band The Martinis, die 2004 ein Album und eine EP veröffentlichten. In den 1990er und 2000er Jahren arbeitete Santiago als Komponist für Film- und Fernsehproduktionen. Im Jahre 2004 gab es eine Wiedervereinigung der Pixies in der alten Zusammensetzung. Die Band gab seitdem viele Konzerte und veröffentlichte 2014 das Album Indie Cindy sowie 2016 das Album Head Carrier.

## Diskografie
(Für Veröffentlichungen der Pixies: Siehe dort.)
The Martinis
- 2004: Smitten
- 2004: The Smitten Sessions (EP)